# Ceton
Ceton – miejscowość i gmina we Francji, w regionie Normandia, w departamencie Orne.
Według danych na rok 1990 gminę zamieszkiwało 1786 osób, a gęstość zaludnienia wynosiła 30 osób/km² (wśród 1815 gmin Dolnej Normandii Ceton plasuje się na 110. miejscu pod względem liczby ludności, natomiast pod względem powierzchni na miejscu 2.).